# Lukasgrab

Gesamtplan der Ausgrabungsstätte.

Als Lukasgrab wird ein Rundbau in der Oberstadt von Ephesos bezeichnet. 

## Name und Lage
Den Namen prägte der Ausgräber John Turtle Wood, nachdem er einen Pilaster mit Darstellung eines Buckelochsen und darüber eingemeißeltem Kreuz gefunden hatte; er interpretierte diese Darstellung als Evangelistensymbol. Wood meinte, das Grab des Evangelisten Lukas sei ursprünglich außerhalb der Stadt verehrt worden, doch um das Jahr 300 sei er umgebettet worden in den neu errichteten Grabbau. Wood rekonstruierte diesen als Rundbau mit 16 Säulen, darin eine mit Fenstern versehene Cella mit Kuppeldach.
Das sogenannte Lukasgrab hat auf dem Gesamtplan von Ephesos die Objektnummer 14. Es befindet sich direkt beim Parkplatz am Südeingang, außerhalb des kostenpflichtigen Geländes.

## Kaiserzeitlicher Brunnen
Nachuntersuchungen durch Andreas Pülz (Institut für Kulturgeschichte der Antike der Österreichischen Akademie der Wissenschaften) in Kooperation mit dem Österreichischen Archäologischen Institut in den Jahren 1997 bis 2004 ergaben folgendes Bild: Das antike Monument bestand aus einer Sockelzone und einem Obergeschoss. Die etwa 2 m hohe Sockelzone hatte ein Gussfundament, darüber erhob sich ein Ring mit 16 Marmorsäulen. Innerhalb dieses Ringes befand sich eine gemauerte Struktur in Form eines Dreiviertelkreises, darin ein in mehrere Segmente geteiltes Kammersystem. Das Obergeschoss ist vollständig dem Steinraub zum Opfer gefallen und kann darum nicht rekonstruiert werden. Pülz deutet diese Anlage als Monopterosbrunnen und datiert sie in die 2. Hälfte des 2. Jahrhunderts n. Chr. Dieser Brunnen stand im Zentrum eines antiken Fleischmarktes (Macellum). Sowohl Knochenfunde als auch Rinderdarstellungen auf Reliefs stützen diese Interpretation.

## Frühbyzantinischer Kirchenbau

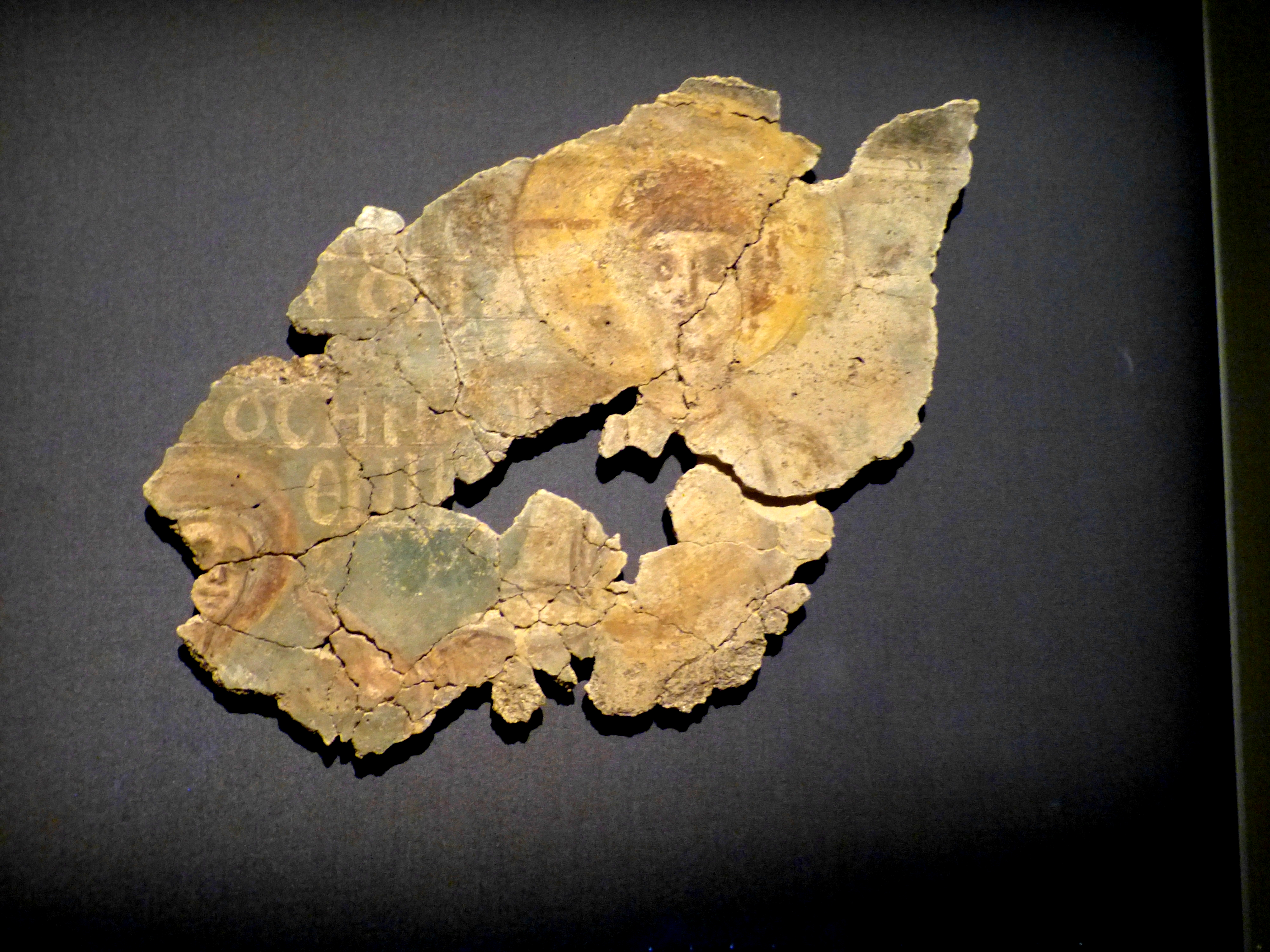
Der jugendliche Christus segnet eine vor ihm kniende Frau. Fragment (Freskomalerei auf Kalkputz) aus der frühbyzantinischen Unterkirche (Kunsthistorisches Museum Wien)

In frühbyzantinischer Zeit (wohl 5. Jahrhundert) wurde eine Krypta hinzugefügt. Mit einer lichten Höhe von etwa 2,5 Metern und zwei einander gegenüberliegenden Zugängen war dieser unterirdische Raum gut für einen Pilgerbetrieb geeignet. Am Südeingang standen zwei wiederverwendete Pilaster. Der Raum war farbig ausgemalt. Die erste Fassung war flächig, die zweite Fassung dagegen figural; erhalten sind Reste von Darstellungen neutestamentlicher Wundergeschichten. Rings um die frühbyzantinische Kirchenanlage gab es zahlreiche Bestattungen.